# Liste der Naturdenkmale in Neidlingen
| Naturdenkmale | Anzahl |
| ------------- | ------ |
| FND           | 17     |
| END           | 4      |
| Gesamt        | 21     |

Die Liste der Naturdenkmale in Neidlingen nennt die verordneten Naturdenkmale (ND) der im baden-württembergischen Landkreis Esslingen liegenden Gemeinde Neidlingen. In Neidlingen gibt es insgesamt 21 als Naturdenkmal geschützte Objekte, davon 17 flächenhafte Naturdenkmale (FND) und 4 Einzelgebilde-Naturdenkmal (END).
Stand: 30. Oktober 2016.

## Flächenhafte Naturdenkmale (FND)
| Name                                                     | Bild | Kennung     | Einzelheiten | Position | Fläche Hektar | Datum         |
| -------------------------------------------------------- | ---- | ----------- | ------------ | -------- | ------------- | ------------- |
| Abrißklüfte im Gewann Tannenäckerle                      | BW   | 81160432827 | Neidlingen   | ⊙        | 0,8           | 15. Juli 1997 |
| Ehemaliger Steinbruch mit Felsen                         | BW   | 81160432824 | Neidlingen   | ⊙        | 1,1           | 3. Apr. 1995  |
| Felsen mit Reusensteinhöhle I und II                     | BW   | 81160432825 | Neidlingen   | ⊙        | 2,8           | 15. Juli 1997 |
| Felsengruppe am Pfannenberg                              | BW   | 81160432832 | Neidlingen   | ⊙        | 3,6           | 3. Apr. 1995  |
| Felsengruppe beim Bahnhöfle (Weiße Wand)                 | BW   | 81160432805 | Neidlingen   | ⊙        | 1,8           | 25. Aug. 1983 |
| Felsenpartie Heimenstein                                 |      | 81160432806 | Neidlingen   | ⊙        | 4,9           | 25. Aug. 1983 |
| Feuchtgebiet im Gewann Pfanne                            | BW   | 81160432829 | Neidlingen   | ⊙        | 0,5           | 15. Juli 1997 |
| Fließgewässer Maurach mit angrenzenden Feuchtwiesen      | BW   | 81160432823 | Neidlingen   | ⊙        | 2,9           | 15. Juli 1997 |
| Geologischer Aufschluß im Gewann Sandteich               | BW   | 81160432831 | Neidlingen   | ⊙        | 0,6           | 15. Juli 1997 |
| Heidenfelsen mit Heidenhöhle                             |      | 81160432801 | Neidlingen   | ⊙        | 0,8           | 3. Apr. 1995  |
| Hohlweg mit Hecken im Gewann Hagen                       | BW   | 81160432820 | Neidlingen   | ⊙        | 1,6           | 15. Juli 1997 |
| Magerrasen im Gewann Galgenbuckel                        | BW   | 81160432822 | Neidlingen   | ⊙        | 1,3           | 15. Juli 1997 |
| Magerrasen im Gewann Unter dem Knaupen (Knaupenwasen)    | BW   | 81160432814 | Neidlingen   | ⊙        | 4,9           | 25. Aug. 1983 |
| Neidlinger Wasserfall und Fließgewässer im Gewann Pfanne |      | 81160432804 | Neidlingen   | ⊙        | 1,9           | 15. Juli 1997 |
| Pflanzenstandort Leimgrube                               | BW   | 81160432807 | Neidlingen   | ⊙        | 0,8           | 25. Aug. 1983 |
| Reußenstein                                              |      | 81160432813 | Neidlingen   | ⊙        | 0,8           | 25. Aug. 1983 |
| Schluchtwald im Gewann Röhrichtshalden                   | BW   | 81160432815 | Neidlingen   | ⊙        | 2,6           | 25. Aug. 1983 |
| Legende für Naturdenkmal                                 |      |             |              |          |               |               |

## Einzelgebilde (END)
| Name                            | Bild | Kennung     | Einzelheiten                                           | Position | Fläche Hektar | Datum         |
| ------------------------------- | ---- | ----------- | ------------------------------------------------------ | -------- | ------------- | ------------- |
| 1 Feldahorn (Maßholder)         | BW   | 81160432811 | Neidlingen Nicht mehr in der LUBW-Datenbank vorhanden. | ⊙        | 0,0           | 25. Aug. 1983 |
| 1 Linde (Linde am Schützenhaus) | BW   | 81160432816 | Neidlingen                                             | ⊙        | 0,0           | 25. Aug. 1983 |
| 1 Linde                         | BW   | 81160432817 | Neidlingen                                             | ⊙        | 0,0           | 25. Aug. 1983 |
| 2 Linden                        | BW   | 81160432802 | Neidlingen                                             | ⊙        | 0,0           | 25. Aug. 1983 |
| Legende für Naturdenkmal        |      |             |                                                        |          |               |               |